# Valdeir (football, 1977)
Pour les articles homonymes, voir Valdeir.
Valdeir da Silva Santos, plus communément appelé Valdeir, né le 12 avril 1977 à Maceió, est un footballeur brésilien. Il joue au poste d'attaquant.

## Biographie
Valdeir évolue dans cinq pays différents durant sa carrière : au Brésil, en France, en Allemagne, en Corée du Sud et en Bolivie. De 1998 à 2015, il joue dans 31 clubs différents, pour la plupart brésiliens.